# Tellières-le-Plessis

Tellières-le-Plessis este o comună în departamentul Orne, Franța. În 1 ianuarie 2022 avea o populație de 72 de locuitori.